# FCSB în sezonul 2016–17
În sezonul 2016–2017, FC Steaua București a fost angajată în competițiile Ligii I, Cupei României și în competițiile europene inter-cluburi. Sezonul a debutat pe 17 iulie, când echipa a câștigat Cupa Ligii 2015-2016, în finala competiției din anul precedent, amânată din cauza Euro 2016. Pe parcursul sezonului, în martie 2017, FC Steaua și-a schimbat numele în FCSB din cauza unui litigiu comercial cu Clubul Sportiv al Armatei, deținătorul brandului Steaua.

## Campionat
În campionat, meciul din prima etapă, cu CSM Politehnica Iași, a fost amânat pentru 31 august, deoarece ambele echipe trebuia să joace în acea perioadă partide în competițiile europene — Steaua în turul 3 preliminar al UEFA Champions League, iar Politehnica cu Hajduk Split în turul 2 preliminar al UEFA Europa League. A început campionatul în forță, din primele cinci meciuri câștigându-le pe toate, mai puțin unul, Eternul derby cu rivala FC Dinamo București, terminat la egalitate, 1–1. Înainte de debutul echipei naționale în preliminariile Campionatului Mondial din 2018, Steaua a disputat și partida-restanță cu Politehnica Iași, terminată și ea la egalitate, 1–1; la acest semieșec a contribuit și faptul că mulți din jucătorii Stelei erau plecați la loturile naționale, și antrenorul Reghecampf a fost obligat să alinieze o garnitură cu rezerve și juniori, doi dintre cei 14 jucători care au intrat pe teren de la început și pe parcursul meciului fiind debutanți în liga I. Chiar și așa, după aceste șase etape disputate, Steaua se afla pe primul loc în clasament.

## Competiții europene
În competițiile europene, deși pentru prima oară după mai mulți ani nu a fost cap de serie în turul 3 preliminar, a reușit să elimine echipa mai bine cotată, Sparta Praga, cu scorul general 3–1, toate golurile Stelei fiind înscrise de Nicușor Stanciu. Această victorie i-a asigurat calificarea în faza grupelor unei competiții europene, deoarece în eventualitatea unei înfrângeri în play-offul Champions League, echipa se califica direct în grupele Europa League. Tragerea la sorți a play-offului Champions' League i-a adus Stelei cel mai puternic și mai dificil adversar, Manchester City FC, care a învins-o cu 6–0 la general (5–0 la București și 1–0 la Manchester). La tragerea la sorți pentru grupele UEFA Europa League, Steaua s-a aflat în urna a doua și a fost repartizată într-o grupă cu Villarreal CF, Osmanlıspor și FC Zürich.

## Lot
Acesta este lotul la data de 2 septembrie 2016 
| Nr. |                       | Poziție | Jucător                  |
| --- | --------------------- | ------- | ------------------------ |
| 1   | România               | P       | Florin Niță              |
| 2   | România               | F       | Gabriel Simion           |
| 4   | România               | F       | Gabriel Tamaș            |
| 6   | România               | M       | Mihai Pintilii (căpitan) |
| 8   | România               | M       | Lucian Filip             |
| 9   | România               | A       | Alexandru Tudorie        |
| 10  | România               | M       | Florin Tănase            |
| 11  | Ghana                 | M       | Sulley Muniru            |
| 14  | Bosnia și Herțegovina | A       | Bojan Golubović          |
| 15  | Serbia                | F       | Marko Momčilović         |
| 16  | România               | M       | Robert Vâlceanu          |
| 17  | România               | M       | Mario Mihai              |
| 18  | România               | M       | Vlad Mihalcea            |
| 19  | Croația               | M       | Adnan Aganović           |

| Nr. |                           | Poziție | Jucător                            |
| --- | ------------------------- | ------- | ---------------------------------- |
| 20  | România                   | M       | Vlad Achim                         |
| 21  | Republica Democrată Congo | M       | Wilfred Moke                       |
| 21  | România                   | P       | Ionuț Poiană                       |
| 23  | România                   | M       | Ovidiu Popescu                     |
| 24  | România                   | F       | Dan Popescu                        |
| 25  | România                   | M       | Rareș Enceanu                      |
| 26  | România                   | A       | Cristian Onțel                     |
| 27  | Brazilia                  | M       | Fernando Boldrin                   |
| 28  | România                   | M       | Sebastian Chitoșcă                 |
| 29  | Brazilia                  | F       | William De Amorim                  |
| 31  | România                   | A       | Theodor Botă                       |
| 33  | România                   | P       | Eduard Stăncioiu                   |
| 44  | România                   | M       | Gabriel Enache                     |
| 55  | România                   | M       | Alexandru Bourceanu (vice-căpitan) |
| 77  | România                   | M       | Adrian Popa                        |
| —   | Croația                   | M       | Antonio Jakoliš                    |

## Transferuri

### Jucători dați sub formă de împrumut
| Nr. |         | Poziție | Jucător                                      |
| --- | ------- | ------- | -------------------------------------------- |
| 5   | Algeria | M       | Jugurtha Hamroun (împrumutat la Al Sadd)     |
| 12  | România | P       | Valentin Cojocaru (împrumutat la Crotone)    |
| —   | România | M       | Cătălin Ștefănescu (împrumutat la CSMS Iași) |

### Jucători care au venit la Steaua în vara anului 2016
| Nr. |                           | Poziție | Jucător                                                                               |
| --- | ------------------------- | ------- | ------------------------------------------------------------------------------------- |
| 3   | România                   | F       | Bogdan Mitrea (împrumutat de la Ascoli)                                               |
| 7   | România                   | M       | Florin Tănase (transferat de la Viitorul, pentru 1,5 milioane €)                      |
| 14  | Bosnia și Herțegovina     | A       | Bojan Golubović (a semnat, fiind în ultima lună de contract cu CSMS Iași)             |
| 19  | Croația                   | M       | Adnan Aganović (liber de contract, după terminarea acordului cu AEL Limassol)         |
| 20  | România                   | M       | Vlad Achim (adus de la Voluntari, pentru 200.000 € + Doru Popadiuc, oferit la schimb) |
| 23  | România                   | M       | Ovidiu Popescu (transferat de la Timișoara, în schimbul a 200.000 €)                  |
| 24  | România                   | F       | Dan Popescu (liber de contract, după terminarea acordului cu Timișoara)               |
| 27  | Brazilia                  | M       | Fernando Boldrin (transferat de la Astra, pentru 300.000 €)                           |
| 29  | Brazilia                  | F       | William De Amorim (transferat de la Astra, pentru 700.000 €)                          |
| —   | România                   | P       | Eduard Stăncioiu (gratis, activând o clauză din contractul cu ASA Târgu Mureș)        |
| —   | Republica Democrată Congo | M       | Wilfred Moke (transferat de la Voluntari, pentru 150.000 €)                           |
| —   | Croația                   | M       | Antonio Jakoliš (transferat de la CFR Cluj, pentru 350.000 €)                         |

### Jucători care au plecat de la Steaua în vara anului 2016
| Nr. |                   | Poziție | Jucător                                                           |
| --- | ----------------- | ------- | ----------------------------------------------------------------- |
| 33  | Capul Verde       | F       | Fernando Varela (a semnat cu PAOK, pentru 1 milion €)             |
| 80  | România           | A       | Gabriel Iancu (liber, a semnat cu Viitorul)                       |
| 95  | Republica Moldova | F       | Doru Popadiuc (dat la schimb pentru Vlad Achim, la Voluntari)     |
| —   | România           | M       | Nicolae Stanciu (la Anderlecht, pentru 7,8 milioane € + bonusuri) |
| —   | România           | M       | Alexandru Chipciu (a semnat cu Anderlecht, pentru 3,5 milioane €) |
| —   | Haiti             | F       | Jean Sony Alcénat (liber, a semnat cu Feirense)                   |
| —   | Algeria           | M       | Aymen Tahar (liber, a semnat cu Sagan Tosu)                       |
| —   | Franța            | A       | Grégory Tadé (liber, a semnat cu Qatar SC)                        |
| —   | România           | M       | Ionuț Neagu (liber, a semnat cu Karabükspor)                      |
| —   | România           | F       | Paul Papp (liber, a semnat cu FC Wil)                             |

| Nr. |                   | Poziție | Jucător                                                  |
| --- | ----------------- | ------- | -------------------------------------------------------- |
| —   | Republica Moldova | F       | Cătălin Carp (liber, a semnat cu Viitorul)               |
| —   | Germania          | M       | Timo Gebhart (liber, a semnat cu Hansa Rostock)          |
| —   | Iordania          | A       | Tha'er Bawab (liber, a semnat cu Umm-Salal)              |
| —   | Țările de Jos     | M       | Nicandro Breeveld (liber, a semnat cu Dibba Al-Fujairah) |
| —   | România           | F       | Paul Pîrvulescu (liber, a semnat cu Sankt Pölten)        |
| —   | România           | M       | Răzvan Grădinaru (liber, a semnat cu Chiajna)            |
| —   | România           | A       | Alexandru Târnovan (trimis la Steaua U21)                |
| —   | România           | F       | Cornel Râpă (liber)                                      |
| —   | România           | A       | Ciprian Marica (liber)                                   |
| —   | Maroc             | M       | Houssine Kharja (liber)                                  |